# Lilo Hardel

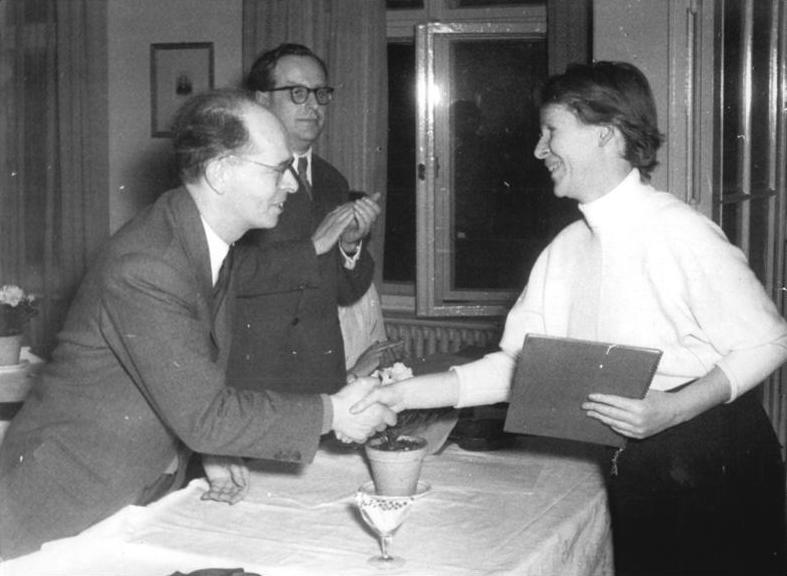
Lilo Hardel erhält 1954 von Alexander Abusch eine Auszeichnung für Kinderliteratur

Lilo Hardel (* 22. Juni 1914 in Berlin; † 26. August 1999 in Nonnevitz) war eine deutsche Schriftstellerin.

## Leben
Lilo Hardel war die Tochter eines Schlossers. Nachdem sie 1928 dem Sozialistischen Schülerbund und 1931 dem Kommunistischen Jugendverband Deutschlands beigetreten war, musste sie 1933 die Schule verlassen. Von 1933 bis 1936 hielt sie sich im französischen Exil auf und arbeitete in Paris als Gymnastiklehrerin. 1936 kehrte sie nach Berlin zurück, wo sie als Stenotypistin arbeitete; daneben war sie aktiv im Widerstand gegen den Nationalsozialismus. Sie heiratete Gerhard Hardel und lebte mit ihm in Kronach (Bayern), später in Hinterpommern. Nach dem Ende des Zweiten Weltkriegs gingen die Hardels nach Ost-Berlin, wo Lilo Hardel für den Schulfunk tätig war. Seit Anfang der 1950er Jahre lebte sie als freie Schriftstellerin mit ihrem Mann in Strausberg bei Berlin.
Lilo Hardels in der DDR viel gelesenes Werk besteht aus meist in heiterem Ton gehaltenen Kinder- und Jugendbüchern, die von Treue zur Parteilinie der SED getragen waren.
Lilo Hardel war Mitglied des Schriftstellerverbandes der DDR. Neben mehrfachen Auszeichnungen durch das Ministerium für Kultur der DDR erhielt sie 1968 gemeinsam mit Gerhard Hardel einen Nationalpreis der DDR. 1980 wurde sie mit dem Vaterländischen Verdienstorden und 1984 mit dem Alex-Wedding-Preis ausgezeichnet.

## Werke
- Pieps und Hanna, Berlin 1952
- Der freche Max, Berlin 1953
- Das schüchterne Lottchen, Berlin 1953
- Max und Lottchen in der Schule, Berlin 1955
- Otto und der Zauberer Faulebaul, Berlin 1956 (zusammen mit Ingeborg Friebel)
- Karlas große Reise, Berlin 1957
- Die Sache mit dem Echo, Berlin 1957
- Theater in der kleinen Stadt, Berlin 1959
- Die acht Raben, Berlin 1964
- Das Mädchen aus Wiederau, Berlin 1964
- Die lustige Susanne, Berlin 1968
- Susanne in Märzdorf, Berlin vor 1974, Der Kinderbuchverlag
- Nadja, mein Liebling, Berlin 1975
- Emeli, das Saurierkind, Berlin 1977
- Mariechens Apfelbaum erzählt aus seinem Leben, Berlin 1979
- Hannchens Träume, Berlin 1984
- Das Schwein Rosa, Berlin 1988 (zusammen mit Johannes K. G. Niedlich)